# 広瀬正志
広瀬 正志（ひろせ まさし、1947年11月6日 - ）は、日本の男性声優。ぷろだくしょんバオバブ所属。大阪府出身。

## 経歴
毛利蘭栄演劇研究所卒業。以前は劇団くるみ座、江崎プロダクションに所属していた。
CHK声優センターで講師、およびCHK放送劇団で一時期演出家を務めていた。演出家としての名前は「比呂凡」。
2014年9月24日、病気療養のため、長期入院することが所属事務所の公式サイトで発表。

## 人物
声種はバリトン。
声優としては、アニメ、外画吹き替えなどで活躍。
骨太な声からアニメでは堅物の軍人、兵士役が多い。
方言は関西弁。資格は宅地建物取引主任。趣味は読書、自動車。

## 後任
広瀬の病気療養に伴う長期休業に伴い、持ち役を引き継いだ人物は以下の通り。『ガンダムビルドファイターズトライ』は復帰する前に最終回を迎えたため、途中降板という形となった。
| 後任       | 役名                           | 概要作品                                 | 後任の初担当作品                                              |
| ---------- | ------------------------------ | ---------------------------------------- | ------------------------------------------------------------- |
| 大塚明夫   | 本城作之進                     | 『失われた未来を求めて』                 | テレビアニメ版                                                |
| 銀河万丈   | リク・ドルド3世                | 『ONE PIECE』                            | 第666話                                                       |
| 金田明夫   | ボバ・フェット                 | 「スター・ウォーズシリーズ」             | 『ボンバッド・バウンティ』                                    |
| 宝亀克寿   | ラルさん                       | 『ガンダムビルドファイターズ』           | 『ガンダムビルドファイターズトライ』第5話                     |
| 宝亀克寿   | 右代宮秀吉                     | 『うみねこのなく頃に』                   | 『うみねこのなく頃に咲 〜猫箱と夢想の交響曲〜』新規収録パート |
| 高桑満     | スタン・リー                   | 「マーベル・シネマティック・ユニバース」 | 『アベンジャーズ/エイジ・オブ・ウルトロン』                   |
| 青山穣     | ハデス                         | 『FAIRY TAIL』                           | TBA                                                           |
| 稲葉実     | グレムト・ゲール               | 『宇宙戦艦ヤマト2199』                   | 『スーパーロボット大戦V』                                     |
| 高瀬右光   | メルビン・フロヒキー           | 『X-ファイル』（ソフト版）               | 『X-ファイル 2016』                                           |
| 柳沢栄治   | 松千代万                       | 『忍たま乱太郎』                         | 第25期                                                        |
| 関口雄吾   | ジョーイ                       | 『ミッドナイト・ラン』（テレビ朝日版）   | ムービープラス版追加収録部分                                  |
| 関口雄吾   | ユーリ                         | 『ダイ・ハード』（テレビ朝日版）         | スターチャンネル追加録音部分                                  |
| 屋良有作   | モジャ                         | 「福星シリーズ」                         | 『五福星』WOWOW版追加収録部分                                 |
| 藤井雄太   | サイドシュー・メル             | 『ザ・シンプソンズ』                     | シーズン15以降                                                |
| 露木徳幸   | カング                         | 『ザ・シンプソンズ』                     | シーズン15以降                                                |
| 魚谷としお | バーニー・カンベル             | 『ザ・シンプソンズ』                     | シーズン15以降                                                |
| 鷲見昂大   | アプー・ナハサピ・マペティロン | 『ザ・シンプソンズ』                     | シーズン15以降                                                |

## 出演
太字はメインキャラクター。

### テレビアニメ
1974年
- 破裏拳ポリマー

1975年
- 宇宙の騎士テッカマン

1976年
- ゴワッパー5 ゴーダム（兵士、タクシー運転手）
- 母をたずねて三千里

1977年
- ポールのミラクル大作戦（絵本人間B）
- ヤッターマン（大男B）
- ルパン三世 (TV第2シリーズ)（1977年 - 1980年）

1978年
- はいからさんが通る（兵士）
- 未来少年コナン

1979年
- 科学忍者隊ガッチャマンII（係員C、ギャラクター）
- 科学冒険隊タンサー5（司令の声）
- 機動戦士ガンダム（1979年 - 1980年、副官、ラル、アサクラ）
- 闘将ダイモス（バーム星人A）
- 無敵鋼人ダイターン3（ゴースト）
- ベルサイユのばら

1980年
- あしたのジョー2
- 宇宙戦士バルディオス（1980年 - 1981年、隊長、オリバーの父）
- 円卓の騎士物語 燃えろアーサー（ハワード、キラーセン）
- 科学忍者隊ガッチャマンF（船員、係官、参謀A、係員、ギャラクターA）
- ザ☆ウルトラマン
- 伝説巨神イデオン（パイロットB、兵、兵士）
- トム・ソーヤーの冒険（客）
- とんでも戦士ムテキング（警官、キャスター）
- 魔法少女ララベル
- 無敵ロボ トライダーG7（番長）
- 燃えろアーサー 白馬の王子（ラージ、ドラゴン）

1981年
- アニメ親子劇場（サタン）
- 怪物くん（第2作）
- 戦国魔神ゴーショーグン（ブラン）
- 太陽の牙ダグラム（1981年 - 1983年、コール・デスタン）
- 太陽の使者 鉄人28号
- ダッシュ勝平（うす巻）
- 忍者ハットリくん
- ハロー!サンディベル
- ブレーメン4 地獄の中の天使たち（その他）
- 六神合体ゴッドマーズ（1981年 - 1982年、サグール、ザンバ、クラウス、キッカ 他）

1982年
- 逆転イッパツマン（熟年さん、モグリ営業部員）
- 銀河烈風バクシンガー（大親分）
- ゲームセンターあらし（山嵐大作、エイリアン、香具師）
- 戦闘メカ ザブングル（チムニー、アリバ・ドーラ）
- ときめきトゥナイト（ドクター、子分A、社員）
- 忍者マン一平（間淵猛太）
- フクちゃん（泥棒）
- 魔境伝説アクロバンチ（総司令）
- 魔法のプリンセス ミンキーモモ（子分、男、郵便局員B）

1983年
- 亜空大作戦スラングル（隊長）
- 伊賀野カバ丸（梨沢、職員A、村人A）
- イタダキマン（オッサン）
- 銀河疾風サスライガー（オンドリャーニ）
- キン肉マン（1983年 - 1985年、リキシマン、ティーパックマン、ザ・ニンジャ、ケンダマン）
- 光速電神アルベガス（ドゴレ教授）
- 子鹿物語（ボイルズ）
- スペースコブラ
- 装甲騎兵ボトムズ（フーセン軍医、カン・ユー大尉 他）
- 超時空世紀オーガス（指揮官）
- タイムスリップ10000年プライム・ローズ
- 特装機兵ドルバック（デーン）
- ドラえもん（テレビ朝日版第1期）（玉夫（2代目）、吾作 他）
- パーマン
- プラレス3四郎（1983年 - 1984年、中川部長、ディック）
- 魔法の天使クリィミーマミ（1983年 - 1984年、男、プロデューサー 他）
- 未来警察ウラシマン（幹部）

1984年
- OKAWARI-BOY スターザンS（重役D、商人ET、ロボット）
- ガラスの仮面
- キン肉マン 決戦!!7人の超人VS宇宙野武士（リキシマン）
- ゴッドマジンガー（ブラー）
- 星銃士ビスマルク（ペドロ、グリッグ）
- 宗谷物語（副官）
- 牧場の少女カトリ（エミリアの父）
- 魔法の妖精ペルシャ（紀信の父、金魚屋、刑事、研究所員A）
- 名探偵ホームズ（警官）

1985年
- 蒼き流星SPTレイズナー（1985年 - 1986年、ゴステロ）
- 機甲界ガリアン（将校）
- タッチ（マスター、勢南の監督）
- 超獣機神ダンクーガ（ゴドム）
- 忍者戦士飛影（ラドリオ7世、宇宙局局長）
- 北斗の拳（1985年 - 1986年、ゴーレム、ザク）
- プロゴルファー猿（1985年 - 1988年、部下、死神 / 日影 / 道心）
- 魔法のスターマジカルエミ（ディレクター）
- ルパン三世 PARTIII

1986年
- あんみつ姫（笹錦）
- マシンロボ クロノスの大逆襲（ギルマン、囚人No.96号）

1987年
- 愛の若草物語（ベン）
- アニメ三銃士
- ウルトラB（支配人）
- シティーハンター（1987年 - 1989年、稲垣、スカウト、亀田、ギルモア、セラノ） - 3シリーズ
- ハイスクール!奇面組（爽打我也）
- マンガ日本経済入門（アダムス、コナー、権藤、太平社長、武市社長、ダーメマン、デイビット 他）
- ミスター味っ子（1987年 - 1989年、客D、永田社長、俵三四郎）

1988年
- エスパー魔美（犯人、大男）
- F-エフ
- おそ松くん（三太夫、トト子の父）
- 小公子セディ
- トッポ・ジージョ（トラック運転手）
- のらくろクン
- めぞん一刻

1989年
- 青いブリンク（侍従長）
- 美味しんぼ（1989年 - 1991年、冬本精一、ヤクザ）
- おぼっちゃまくん（1989年 - 1991年、昴田〈初代〉）
- 機動警察パトレイバー（佐久間、執事、キャスター）
- ジャングル大帝（新）（ワニ）
- ジャングルブック・少年モーグリ（ター）
- それいけ!アンパンマン（なめくじら、ルーゴさん）
- たいむとらぶるトンデケマン!（監督B）
- チンプイ（セールスマン、犯人）
- まじかるハット（1989年 - 1990年、八百屋さん 他）
- YAWARA!（1989年 - 1992年、蒲田、憲兵、鯨岡、稲垣）
- らんま1/2 熱闘編（男）

1990年
- アイドル天使ようこそようこ（黒川）
- ジャングルブック・少年モーグリ（ター）
- PEACH COMMAND 新桃太郎伝説（主人、医師寒川）
- 魔神英雄伝ワタル2（ジャンゴリラ、メンテナンスマン）
- RPG伝説ヘポイ（マンマンドリール）

1992年
- 宇宙の騎士テッカマンブレード（カーター）
- クッキングパパ（照造）
- 見ると強くなる 痛快!横綱アニメ ああ播磨灘（伊達）

1993年
- しましまとらのしまじろう

1994年
- 景山民夫のダブルファンタジー サイケデリック航空（ダフ屋）
- 機動武闘伝Gガンダム（ダグラス、総帥）
- 忍たま乱太郎（1994年 - 2014年、毒々丸、羽黒兄、雪鬼、雑渡昆奈門〈初代〉、先代ドクタケ忍者隊首領〈2代目〉、松千代万〈2代目〉 他）
- 魔法陣グルグル（ハテナシ村村長）

1995年
- 新機動戦記ガンダムW（老師O）

1996年
- 機動新世紀ガンダムX（カトック・アルザミール）
- クレヨンしんちゃん（二郎）
- はじめ人間ゴン（たいよう）
- 名探偵コナン（1996年 - 2013年、小倉千造、牛窪剛三、久本完吾、小嶋文太、東條参平 他）
- YAWARA! Special ずっと君のことが…。（係員）

1997年
- 永久家族（ベン）
- BURN-UP EXCESS（留）
- フォーチュン・クエストL（ヘボン）

1998年
- MASTERキートン（クラウゼ元所長）
- ヨシモトムチッ子物語（ダイスケゾウムシ）
- ロスト・ユニバース（アルザス）

1999年
- カウボーイビバップ（ファド）
- 金田一少年の事件簿（1999年 - 2000年、赤菱五郎、石井雅之、藍沢秀一郎、金城泰志）
- GREGORY HORROR SHOW（死神）
- 週刊ストーリーランド（与作）
- 地球防衛企業ダイ・ガード（大杉春男）
- Bビーダマン爆外伝V（ルイボン）

2000年
- 学校の怪談（赤紙青紙）
- 人造人間キカイダー THE ANIMATION（カーマインスパイダー）
- はじめの一歩（2000年 - 2001年、先生、矢島後援会員）
- ポケットモンスター（ガンテツ）
- 魔術士オーフェン Revenge（薬屋店主）

2001年
- 犬夜叉（僧）
- ヴァンドレッド the second stage（キュンメル・大関）
- 地球少女アルジュナ（白河宏）
- PROJECT ARMS（ヴォルフ）
- HELLSING（上司）
- 魔法戦士リウイ（先生）

2002年
- 機動戦士ガンダムSEED（サイーブ・アシュマン）
- キディ・グレイド（バイヤーB）
- 超重神グラヴィオン（運転手）
- 天地無用! GXP（神木内海）

2003年
- 明日のナージャ（ワトソン）
- アストロボーイ・鉄腕アトム（2003年 - 2004年、パンナコック、ロビン）
- GAD GUARD（ビノシュ）
- カレイドスター（監督） - 2シリーズ
- GUNSLINGER GIRL（ドナート医師）
- キノの旅 -the Beautiful World-（指揮官）
- 獣兵衛忍風帖 龍宝玉篇（地虫）
- 高橋留美子劇場 人魚の森（逆髪頭）
- TEXHNOLYZE（店主）

2004年
- 機動戦士ガンダムSEED DESTINY（司令官 #12）
- 今日からマ王!（バクスター）
- ケロロ軍曹（2004年 - 2007年、アニメーション監督、ヘルシング教授）
- サムライチャンプルー（黒井原）
- ジパング（ハットン中佐）
- 光と水のダフネ（中村康夫）
- 火の鳥（ランプ）
- BLEACH（アブウェロ）
- 妄想代理人（高峰明弘）
- MONSTER（刑事1）
- ゆめりあ（宗主）
- ロックマンエグゼAXESS（匠転助）

2005年
- おねがいマイメロディ（土方ジョージ）
- 格闘美神 武龍（陳曼青）
- SPEED GRAPHER（戸越清冶郎）
- トリニティ・ブラッド（チャンダルル）
- ハチミツとクローバー（2005年 - 2006年、丹下教授） - 2シリーズ
- ふしぎ大調査（ズッコーピオ）
- フタコイ オルタナティブ（組長桜月善次）
- ブラック・ジャック（将校）
- まじめにふまじめ かいけつゾロリ（2005年 - 2006年、校長先生）

2006年
- ウィッチブレイド（村木猛士）
- オーバン・スターレーサーズ（サティス）
- 機神咆吼デモンベイン（ウェスパシアヌス）
- 地獄少女（楠木亮造）
- 009-1（書記長）
- マージナルプリンス〜月桂樹の王子達〜（梅ヶ枝春海）

2007年
- 大江戸ロケット（大塩平八郎）
- 銀魂（ツキヨミの勘兵衛）
- ゲゲゲの鬼太郎（第5作）（2007年 - 2008年、五官王）
- シグルイ（安藤直次）
- 蒼天の拳（郭）
- 逮捕しちゃうぞ フルスロットル（車上荒らしの男）
- 地球へ…（シロエのパパ）
- デルトラクエスト（占い師）
- MOONLIGHT MILE 2ndシーズン -Touch down-（研二郎）
- モノノ怪（半井淡澄）
- ラブ★コン（中野先生）

2008年
- あまつき（朽葉の祖父、中村屋源八）
- GUNSLINGER GIRL -IL TEATRINO-（ドナート）
- スレイヤーズREVOLUTION（司令官）
- 天体戦士サンレッド（キングフロシャイム）
- ねぎぼうずのあさたろう（やつがしらの権兵衛）
- のらみみ（古山） - 2シリーズ
- BLASSREITER（ミューラー神父）
- PERSONA -trinity soul-
- ワールド・デストラクション 〜世界撲滅の六人〜（老人保安官）

2009年
- うみねこのなく頃に（右代宮秀吉）
- グイン・サーガ（船頭）
- 蒼天航路（張邈）
- ドラえもん（テレビ朝日版第2期）（2009年 - 2013年、悪べえ、熊さん、社長）
- バスカッシュ!（ソーイチ・アユカワ）
- バトルスピリッツ 少年激覇ダン（城主）
- WHITE ALBUM（医師）
- MAJOR 5th season（佐々木監督）

2010年
- こばと。（啓太の祖父）
- 屍鬼（田茂定市）
- 閃光のナイトレイド
- デュラララ!!（校長）
- FAIRY TAIL（ハデス）
- 夢色パティシエール（ブラン）

2011年
- クッキンアイドル アイ!マイ!まいん!（主事さん）
- Fate/Zero（2011年 - 2012年、言峰璃正） - 2シリーズ
- へうげもの（荒木村重〈荒木道糞〉）
- 魔乳秘剣帖（与太八）

2012年
- 宇宙兄弟（馬場広人教授）
- 織田信奈の野望（浅野又右衛門）
- ZETMAN（天城清造）
- ダンボール戦機W（花咲大門）
- ペルソナ4
- ポケットモンスター ベストウイッシュ（マーブル）

2013年
- 宇宙戦艦ヤマト2199（グレムト・ゲール）※2012年劇場先行公開
- カーニヴァル（パルネド）
- ガンダムビルドファイターズ（ラルさん）
- 最強銀河 究極ゼロ 〜バトルスピリッツ〜（リクトのおじいちゃん）
- ファイ・ブレイン 神のパズル（第3シリーズ）（老執事）

2014年
- ガンダムビルドファイターズトライ（ラルさん〈初代〉）
- 六畳間の侵略者!?（クラノ＝ダイハ）
- ONE PIECE（リク・ドルド3世〈初代〉 ）

### 劇場アニメ
1979年
- がんばれ!!タブチくん!!

1980年
- がんばれ!! タブチくん!! 第2弾 激闘ペナントレース!!

1981年
- 機動戦士ガンダム（ランバラル）
- 機動戦士ガンダムII 哀・戦士編（ランバ）

1982年
- 怪物くん デーモンの剣（悪魔軍団隊長）
- 機動戦士ガンダムIII めぐりあい宇宙 編（ランバラル）
- 六神合体ゴッドマーズ（サグール）

1983年
- ドキュメント 太陽の牙ダグラム（デスタン）

1984年
- キン肉マン 奪われたチャンピオンベルト（リキシマン）
- キン肉マン 大暴れ!正義超人（リキシマン）
- ドラえもん のび太の魔界大冒険（悪魔D）

1985年
- キン肉マン 正義超人vs古代超人（リキシマン）
- キン肉マン 逆襲!宇宙かくれ超人（リキシマン）
- キン肉マン 晴れ姿!正義超人（リキシマン）

1986年
- キン肉マン ニューヨーク危機一髪!（リキシマン）
- キン肉マン 正義超人vs戦士超人（リキシマン）
- 11人いる!
- ドラえもん のび太と鉄人兵団（ロボットA）
- 魔物語 愛しのベティ

1987年
- ルパン三世 風魔一族の陰謀（ボス）

1988年
- 機動戦士SDガンダム（ランバ・ラル）
- となりのトトロ（カンタの父）

1989年
- おそ松くん スイカの星からこんにちはザンス!
- ドラえもん のび太の日本誕生（クラヤミ族リーダー）
- ファイブスター物語（ヌー・ソード・グラファイト）

1990年
- CAROL（U4）
- ドラえもん のび太とアニマル惑星（ゴリラ）

1992年
- YAWARA! それゆけ腰ぬけキッズ!!（ライザ柔道クラブコーチ）

1993年
- ドラえもん のび太とブリキの迷宮（ロボット博士B）

1994年
- ドラえもん のび太と夢幻三剣士（怪物）

1995年
- 2112年 ドラえもん誕生（黒男）

1997年
- 地球が動いた日（初老の男）
- ドラえもん のび太のねじ巻き都市冒険記（熊虎A）

1998年
- 機動戦士ガンダム 第08MS小隊 ミラーズ・リポート（ジェイコブ）
- ドラえもん のび太の南海大冒険（半魚人A）

1999年
- ドラえもん のび太の宇宙漂流記（幹部）
- ハッピーバースデー 命かがやく瞬間（順子の父）

2000年
- 機動戦士ガンダム 特別版（ランバ・ラル）
- 機動戦士ガンダムII 哀・戦士編 特別版（ランバ・ラル）
- 機動戦士ガンダムIII めぐりあい宇宙編 特別版（ランバ・ラル）
- ドラえもん のび太の太陽王伝説（コアトル）

2001年
- ガンダム新体験 グリーンダイバーズ（プロスペロー船長）
- ドラえもん のび太と翼の勇者たち（クロウ）

2003年
- ドラえもん のび太とふしぎ風使い（嵐族D）

2008年
- 劇場版 ゲゲゲの鬼太郎 日本爆裂!!（五官王）

2010年
- 名探偵コナン 天空の難破船（鹿角剛士）

2012年
- ONE PIECE FILM Z（モブストン）

2014年
- 映画ドラえもん 新・のび太の大魔境 〜ペコと5人の探検隊〜（ブルスス）

### OVA
年数不明
- キン肉マン 世紀の大決戦 アイドル超人VS悪魔超人（リキシマン）

1984年
- ダロス（開拓民評議員）

1985年
- エリア88（ラウンデル）
- NORA（主任）
- 魔法のプリンセス ミンキーモモ 夢の中の輪舞（オスカー将軍）

1986年
- 機甲界ガリアン 鉄の紋章（側近B）
- 装甲騎兵ボトムズ ビッグバトル（ラダァ・ニーヴァ）
- バイオレンスジャック ハーレムボンバー（山口）
- バビ・ストック II ザ・リベンジ・オブ アイズマン 愛の鼓動の彼方に（ゲイラ司令）
- 仏典物語（ビンビサーラ）

1987年
- バブルガムクライシス（G&B社会長）
- LILY-C.A.T.（人事課長）

1988年
- 機動戦士SDガンダム（ランバ・ラル）
- トップをねらえ!（ノリコの父）
- メタルスキンパニック MADOX-01（将軍）
- 六神合体ゴッドマーズ 十七歳の伝説（サグール）

1989年
- アーシアン（政治家）
- 華星夜曲（やくざB）
- 寒月一凍悪霊斬り（源七）
- 銀河英雄伝説（アーサー・リンチ少将）
- 九鬼谷温泉艶笑騒動譚 まんだら屋の良太（タケシ）

1990年
- 押忍!!空手部
- 天外魔境 自来也おぼろ変（爪）

1991年
- 静かなるドン（長州）

1992年
- イース 天空の神殿 〜アドル・クリスティンの冒険〜（ベラガンダー）
- ウルフガイ（福田）
- Spirit of Wonder（クーパー）
- ドン 極道水滸伝（鈴木所長、辰巳）
- ドン 極道水滸伝 怒濤編（辰巳）

1993年
- アル・カラルの遺産（ボルグ）

1996年
- 機動戦士ガンダム 第08MS小隊（バレスト）

1997年
- 永久家族（ベン）
- 新機動戦記ガンダムW Endless Waltz（老師O）
- 沈黙の艦隊（浜本啓介）
- フォトン（皇帝）

1998年
- 紺碧の艦隊（カール・ブルークシュ）
- 真ゲッターロボ 世界最後の日（スティンガー）
- 沈黙の艦隊（アレクセイ）

1999年
- 銀河英雄伝説外伝 螺旋迷宮（アーサー・リンチ少将）

2002年
- ヴァンドレッド 激闘篇（キュンメル・大関）
- 戦闘妖精雪風（参謀）

2006年
- HELLSING（2006年 - 2008年、ペンウッド卿） - 3作品

2007年
- 装甲騎兵ボトムズ ペールゼン・ファイルズ（ワップ）

2011年
- 装甲騎兵ボトムズ Case;IRVINE（デニス）
- ボトムズファインダー（ダバルト）

2014年
- 史上最強の弟子ケンイチ（ジェームズ志場）※単行本55巻OVA付き特別版

### Webアニメ
- 幕末機関説 いろはにほへと（2006年、ジュール・ブリュネ）
- こぴはん（2011年、蘭原、司会者）

### ゲーム
2015年以降の出演作品については、休業前の収録音声を使用したライブラリ出演。
1991年
- らんま1/2 とらわれの花嫁（三白帝）

1995年
- 機動戦士ガンダム（ランバ・ラル）

1996年
- 機動戦士ガンダム ver.2.0（ランバ・ラル）
- 新スーパーロボット大戦（ゴステロ、グラドス兵）

1997年
- スーパーロボット大戦F（ランバ・ラル）
- 天外魔境 第四の黙示録（絶対神）

1998年
- SDガンダム GGENERATION（1998年 - 2025年、ランバ・ラル） - 12作品
- 機動戦士ガンダム ギレンの野望（ランバ・ラル）
- 装甲騎兵ボトムズ ウド・クメン編（カン・ユー）
- U.P.P.（エンラ）

1999年
- アームド・ファイター（プレジデント・マーク）
- スーパーロボット大戦コンプリートボックス（ランバ・ラル）
- バトル昆虫伝（大地の精ガーブ）

2000年
- 機動戦士ガンダム ギレンの野望 ジオンの系譜（ランバ・ラル）
- 建設重機喧嘩バトル ぶちギレ金剛!!（成田兼男）
- サンライズ英雄譚R（ランバ・ラル、老師O、ゴステロ）
- スーパーロボット大戦α / for DC（2000年 - 2001年、ランバ・ラル、親衛隊兵） - 2作品

2000年
- 機動戦士ガンダム（ランバ・ラル）

2001年
- 犬夜叉（晴海）
- 逢魔が時2（権蔵）
- 機動戦士ガンダム 連邦vs.ジオン（ランバ・ラル）
- 機動戦士ガンダム 連邦vs.ジオンDX（ランバ・ラル）
- サンライズ英雄譚2（老師O、ゴステロ、ラダァ・ニーヴァ）
- ジオニックフロント 機動戦士ガンダム0079（ランバ・ラル）

2002年
- ELYSION 〜永遠のサンクチュアリ〜（ゲオハルト） - DC版・PS2版
- 機動戦士ガンダム ギレンの野望 ジオン独立戦争記（ランバ・ラル）
- 機動戦士ガンダム戦記 Lost War Chronicles（ランバ・ラル）
- どこまでも青く…（堂島薫）

2003年
- 機動戦士ガンダム めぐりあい宇宙（ランバ・ラル）
- 機動戦士Ζガンダム エゥーゴvs.ティターンズ（ランバ・ラル）
- ゲゲゲの鬼太郎 異聞妖怪奇譚
- ゲゲゲの鬼太郎 逆襲!妖魔大血戦
- SUNRISE WORLD WAR Fromサンライズ英雄譚（ゴステロ、カン・ユー、フォン・シュタイン）

2004年
- 機神咆吼デモンベイン（ウェスパシアヌス）
- 機動戦士ガンダム ガンダムvs.Ζガンダム（ランバ・ラル）
- 機動戦士ガンダム 戦士達の軌跡（ランバ・ラル）
- スーパーロボット大戦GC（ランバ・ラル、ゴステロ）

2005年
- 戦神 -いくさがみ-（武田信玄）
- 機動戦士ガンダム 一年戦争（ランバ・ラル）
- トップをねらえ!（タカヤ提督）
- フタコイ オルタナティブ 恋と少女とマシンガン（組長）
- ラジアータ ストーリーズ（ダイナス）

2006年
- ガンダムバトルロワイヤル（ランバ・ラル）
- 機神飛翔デモンベイン（ウェスパシアヌス）
- サンライズ英雄譚3
- スーパーロボット大戦XO（ランバ・ラル、ゴステロ）
- 夜明け前より瑠璃色な〜Brighter than dawning blue〜（ライオネス・テオ・アーシュライト）

2007年
- ガンダムバトルクロニクル（ランバ・ラル）
- ガンダム無双（ランバ・ラル）
- 機動劇団はろ一座 ガンダム麻雀+Ζ さらにデキるようになったな!（ランバ・ラル）
- 機動戦士ガンダム MS戦線0079（ランバ・ラル）
- 召喚少女 〜ElementalGirl Calling〜（マーク）
- スターオーシャン1 First Departure
- ドラゴンクエストソード 仮面の女王と鏡の塔（大臣）

2008年
- インフィニット アンディスカバリー（エンマ）
- ガンダムバトルユニバース（ランバ・ラル）
- 機動戦士ガンダム ギレンの野望 アクシズの脅威 / アクシズの脅威V（2008年 - 2009年、ランバ・ラル） - 2作品
- スーパーロボット大戦A PORTABLE（ランバ・ラル）
- テイルズ オブ ヴェスペリア（ルブラン、バルボス）

2009年
- サモンナイトX 〜Tears Crown〜（グラナード）

2010年
- うみねこのなく頃に 〜魔女と推理の輪舞曲〜（右代宮秀吉）
- ガンダムアサルトサヴァイブ（ランバ・ラル）
- ぱすてるチャイムContinue

2011年
- うみねこのなく頃に散 〜真実と幻想の夜想曲〜（右代宮秀吉）
- 機動戦士ガンダム 新ギレンの野望（ランバ・ラル）
- 第2次スーパーロボット大戦Z 破界篇 / 再世篇（2011年 - 2012年、サグール、カン・ユー、スティンガー） - 2作品

2012年
- 機動戦士ガンダム オンライン（ランバ・ラル）
- 機動戦士ガンダム 木馬の軌跡（ランバ・ラル）
- 第2次スーパーロボット大戦OG（テイニクェット・ゼゼーナン）
- レイトン教授VS逆転裁判（ストーリーテラー）

2013年
- 真・ガンダム無双（ランバ・ラル）
- FAIRY TAIL ゼレフ覚醒（ハデス、隊員）
- スーパーロボット大戦Operation Extend（ランバ・ラル、ゴステロ、スティンガー）

2014年
- 神撃のバハムート（ベルガ）
- 第3次スーパーロボット大戦Z 時獄篇（カン・ユー、ラダァ・ニーバ）
- ドラえもん 新・のび太の大魔境 〜ペコと5人の探検隊〜（ブルスス）

2017年
- スーパーロボット大戦V（スティンガー）

2019年
- テイルズ オブ ヴェスペリア REMASTER（ルブラン、バルボス）
- スーパーロボット大戦T（ラダァ・ニーバ、スティンガー）
- スーパーロボット大戦DD（2019年 - 2023年、ゴステロ、テイニクェット・ゼゼーナン）
- スターオーシャン1 First Departure R

2021年
- うみねこのなく頃に咲 〜猫箱と夢想の交響曲〜（右代宮秀吉〈ep1 - 8〉）

2022年
- スーパーロボット大戦30（スティンガー） - DLC追加キャラクター

2023年
- パズル&ドラゴンズ（ランバ・ラル）

### ドラマCD
- ASH -ARCHAIC SEALED HEAT- スペシャル・ドラマCD（サムネルシア王）
- 秋桜の空に〜虹空の初子〜（尼子崎源三）
- いつか天魔の黒ウサギ〜900秒の放課後〜（軍高官）
  - いつか天魔の黒ウサギ2 〜<<月>>が昇る昼休み〜（軍高官）
- うみねこのなく頃に ナビゲーションドラマCD（右代宮秀吉）
- カーニヴァル 〜輪（サーカス）〜（CEO）
- 季節を抱きしめて ザ・ドラマCD（怖いお兄さん）
- テレビアニメーション「機神咆吼デモンベイン」ドラマCD Vol.2（ウェスパシアヌス）
- 幻想水滸伝II（ゴルドー）
- 豪華客船で恋は始まる（マリオ）
- 毘-Vi 第一話 〜天と地と〜（山本勘助）
- CDシアター ドラゴンクエストVI（クリムト）
- YEBISUセレブリティーズEncore（大城崇則）
- 刻の大地（パパ）
- ドラゴンランス戦記（太陽の評議長）
- 東京探偵姫〜残光の剣士・沖田総司（大場大蔵大臣）
- トリニティ・ブラッド ドラマCD（アルフォンソ・デステ）
- 忍たま乱太郎 ドラマCD 保健委員会の段（雑渡昆奈門）
- 百日の薔薇（ハセベ）
- Vassalord. Drama CD Act.2（ガーナー教主）
- Fate/Zero（言峰璃正）
- planetarian 〜ちいさなほしのゆめ〜ドラマCD「星の人」（老人）
- まおゆう魔王勇者 エピソード1「楡の国の女魔法使い」（火竜大公）
- MR.MORNING（チェリング）
- 八雲立つ 音盤物語（若宮の念）

### ラジオドラマ
- VOMIC コイバナ!〜恋せよ花火〜（ナンパ）
- 炎の蜃気楼 まほろばの龍神（松永久秀）

### 吹き替え

#### 映画
- アイアン・カウボーイズ ミーツ・ゴーストライダー（キャンディ〈ニッキー・テスコ〉）
- 愛がこわれるとき ※テレビ朝日版
- 愛と情熱のジョセフィン・ベイカー（ウォルター・ウィンチェル〈クレイグ・T・ネルソン〉）
- アイドル ワイルド（スパッツ〈ヴィング・レイムス〉）
- アウトロー・ポリス/傷だらけのバッジ（マーティン・ヴァレンタイン〈トビン・ベル〉）
- アガサ 愛の失踪事件
- 赤と黒（ピラール神父）
- 悪魔の墓場（ベンソン）
- アダムス・ファミリー サン 再結集（野犬捕獲員〈クリント・ハワード〉）
- アトミック・ツイスター（C・B・ビショップ〈コービン・バーンセン〉）
- アマゾネス対ドラゴン（フィロネス）
- アメリカン・グラフィティ（ホルスティーン〈ジム・ボウハン〉）※TBS版
- アモーレス・ペロス（レオナルド）
- アライバル2（バーク）
- アロー（エドワード・クリッチリー）
- アンドレ/海から来た天使（エルウィン）
- 愛しのロクサーヌ（ディーン〈マックス・アレクサンダー〉）
- ウィロー ※ソフト版
- ウェストン家の奇蹟（ウェストン・テート〈ジェームズ・ウッズ〉）
- ウェルカム・トゥ・サラエボ（イスメット・ヴィリチ、アーカイブ映像の政治家）
- ウォール・オブ・アッティカ/史上最大の刑務所暴動（チャカ〈クラレンス・ウィリアムズ3世〉）
- ウォリアーズ（オーファンズのリーダー）
- 美しき容疑者/海に消えた真実（エノキ〈クライド・クサツ〉）
- 裏窓（ムーア〈ロバート・フォスター〉）
- 裏窓の女 -甘い嘘-（アンリ・ヴィラール）
- ウルフマン（カーク）
- エア・バディ2（ファネリ〈ロバート・コスタンゾ〉）※ソフト版
- エイリアン・コップ（警官3[46]）※テレビ朝日版
- エクソシスト2（コクモ〈ジェームズ・アール・ジョーンズ〉）
- エクソシスト3 ※VHS版
- SF/ボディ・スナッチャー（ジェームズ・グラフ〈フィリップ・カウフマン〉）
- X-ファイル ザ・ムービー（メルビン・フロヒキー〈トム・ブレイドウィッド〉）※ソフト版
- エンジェルス2（ガスリー、フリック医師）
- オーメン2/ダミアン（マレー）※LD版
- お熱いのがお好き（スパッツ・コロンボ〈ジョージ・ラフト〉）※追加収録部分
- 黄金の七人（アンソニー）※テレビ東京版
- 大いなる眠り（ルー）※TBS版
- 男たちの挽歌（キン〈ケネス・ツァン〉）※TBS版
- 男たちの挽歌 II（コーの手下〈シン・フイオン〉）※ソフト版
- オン・ザ・ラン/非情の罠（部長、医師）
- カイロの紫のバラ（ウェイター）
- カットスロート・アイランド（スネーク）※フジテレビ版
- カリブの嵐（チャプレン）※テレビ朝日版
- カンガルー・ジャック（サルの部下、税関職員）
- ガントレット（タクシー運転手）
- ガンバス（フリッツ〈ロナルド・レイシー〉）※テレビ東京版
- カンフーキッド2/悪ガキ6人衆（子分）※VHS版
- 奇蹟/ミラクル（ホーの部下〈マース〉、クーのビジネスパートナー〈ジェームズ・ウォン〉）
- キャデラック・マン（トニー・ディピーノ、墓堀人〈ビル・ナン〉）※VHS版
- キューティ・ブロンド（デューイ・ニューカム）※ソフト版
- 恐怖に襲われた街（ジュリアン・ダラス）
- キング・オブ・デストロイヤー/コナンPART2 ※テレビ朝日版
- クィーン・コング（ジョディ・ハリスン〈ジョン・クライヴ〉）
- クイック&デッド（ドグ・ケリー〈トビン・ベル〉）※テレビ朝日版
- グッドマン・イン・アフリカ（フライデー）
- グッバイガール（マーク〈ポール・ベネディクト〉）
- グレムリン2 新・種・誕・生（清掃員〈ジョン・アスティン〉）※ソフト版、（清掃員〈ジョン・アスティン〉、グレムリン、劇場支配人〈ポール・バーテル〉）※テレビ朝日版
- クローンズ（ヴィック〈ユージン・レヴィ〉）
- 黒いチューリップ（フロンタン）※テレビ東京版
- 黒馬物語（フレド）※VHS版
- 刑事ジョー ママにお手あげ ※フジテレビ版
- 刑事ニコ/法の死角（インド人店主、バーの客）※TBS版
- ゲスト（ヘンソン〈ドン・S・デイヴィス〉、司祭〈アルフ・ハンフリーズ〉）
- ゲット・マネー（マルチネス）
- 検事Mr.ハー/俺が法律だ（ウェイ〈ポール・チャン〉、リャン）
- ゴーストバスターズ2（ミルトン・アングランド〈ケヴィン・ダン〉、最初の警官）※機内上映版
- 候補者ビル・マッケイ
- 氷の微笑（ウォーカー〈デニス・アーント〉）※スペシャル・エディションDVD版
- コクーン（カーク）
- コピーキャット（ハーヴィ）※ソフト版
- 五福星（モジャ〈ジョン・シャム〉）
- 殺したい女（強盗〈フランク・シベロ〉）
- コンボイ（サドル・バーナー）
- 再会の街/ブライトライツ・ビッグシティ（ウォルター・タイラー、リッチ〈サム・ロバーズ〉）※VHS版
- サウンド・オブ・ミュージック（中尉）※ソフト版
- 殺人切符はハート色（刑事）
- 殺人魚フライングキラー（ロバート・ヘイワード、アーロン）※日本テレビ版
- 殺人のはらわた（デュラント巡査〈ビリー・グレイ〉）
- SURVIVOR/野獣地帯（アダムス）
- ザ・フォッグ（ベネット〈ジョン・カーペンター〉、メル）※ソフト版
- サベイランス -監視-（フィル・グライムズ〈ネッド・ベラミー〉）
- さよなら魔法使い（ジム）
- ザ・リミット（カーヴァー〈マイケル・アイアンサイド〉）
- サルバドル/遥かなる日々
- サンゲリア（ルーカス〈ダーカー〉）
- サンドラ・ブロック in アマゾン（チャト、ベナシオ神父）
- シーウルフ ※テレビ東京版
- シークレット・アイズ 覗かれた殺意（ブライス〈セス・ジャッフェ〉）
- シークレット・サークル（ロイス・アームストロング〈ジョン・デ・ランシー〉）
- シークレット・レンズ
- 幸せはパリで（マット・ベンソン〈ハーヴェイ・コーマン〉）
- ジェシカおばさんの事件簿/遺言に隠された謎（ジョン・ハーリヒー〈ショーン・ローラー〉）
- ジェット!!（マックス〈キース・デイヴィッド〉）
- 始皇帝暗殺（樊於期〈リュイ・シャオフー〉）
- 地獄のデビル・トラック（聖書のセールスマン〈クリストファー・マーニー〉、銀行ATMの男〈スティーヴン・キング〉）
- 7月4日に生まれて（フランキー、ドッグ、ビリヤードの男〈マイク・スター〉）※テレビ朝日版
- 七福星（バダ・ベン〈ジョン・シャム〉）
- シックス・デイ（ヘンダーソン）※日本テレビ版
- シティ・スリッカーズ（アイラ・シャロウィッツ〈デヴィッド・ペイマー〉）※VHS版
- シビルの部屋（ベニート）※テレビ東京版
- シャーロック・ホームズの素敵な挑戦（ローウェンスタイン〈ジョエル・グレイ〉）
- ジャガーノート（ジェフ・マーダー〈ジュリアン・グローヴァー〉）
- ジャングル・ブック（ハーレイ軍曹〈ロン・ドナキー〉）※VHS版
- ショート・サーキット2 がんばれ!ジョニー5（ジョーンズ）※VHS版
- 正午から3時まで（ボーイ）
- 少林寺武者房（スンチ）
- ジョン・カーペンターの要塞警察（アイスクリーム屋〈ピーター・ブルーニー〉）
- 死霊のはらわた 最・終・章（トニー〈トム・フランクス〉）
- 新・荒野の七人 馬上の決闘（キンテロ〈フェルナンド・レイ〉）※テレビ東京版
- スーパー・マグナム
- スーパーマンII/冒険篇（テロリスト）※テレビ朝日旧録版
- スカーレット・ディーバ（ヴェッシ）
- スカイエース（トンプソン）
- スター・ウォーズシリーズ
  - スター・ウォーズ エピソード4/新たなる希望（ドクター・エヴァザン、ジェック・ポーキンス中尉）※ソフト版、（ドクター・エヴァザン、シャン・チルゼン中尉）※日本テレビ版1
  - スター・ウォーズ エピソード5/帝国の逆襲（ボバ・フェット〈ジェレミー・ブロック〉）※ソフト版
  - スター・ウォーズ エピソード6/ジェダイの帰還（ゲラント中佐〈ピプ・ミラー〉）※ソフト版・日本テレビ版
- スターダスト・メモリー（ジェリー・エイブラハム）
- スタートレックIV 故郷への長い道（クリンゴン大使）※フジテレビ版
- スタートレックV 新たなる未知へ（サイボックの部下〈マイケル・ベリーマン〉）※機内上映版
- スネーク・アイズ（サイラス〈ルイス・ガスマン〉）※ソフト版
- スリーピング・モンキー/睡拳（マンジュウ屋）
- Z（ヤーゴ〈レナート・サルヴァトーリ〉）
- THEM ゼム（ビル〈トム・ウーパット〉）
- 卒業（カールソン）※TBS版
- ゾンビ伝説（クリストフ・デュラン）
- ダーティハリー2（ニッキー）※テレビ朝日版
- ダーティハリー5（ジェフ・ハウザー、チェスター・ドックステダー）
- ダーティファイター 燃えよ鉄拳（モーガン〈マイケル・タルボット〉）
- ターナー&フーチ/すてきな相棒（ケヴィン・ウィリアムズ〈クライド・クサツ〉、ピート）※機内上映版
- 第27囚人戦車隊（ヒューゴ・ステーゲ）
- ダイ・ハード（マルコ、ビッグ・ジョンソン〈ロバート・デヴィ〉）※ソフト版、（ウリ〈アル・レオン〉、コンビニ店員）※テレビ朝日版、（ハーヴェイ・ジョンソン）※フジテレビ版、（マルコ、ミッチェル）※機内上映版
- 大爆破（ピーチ刑事）
- 大列車強盗（マクファーソン、男1、男2、街の男、パトナム、夜警、トム）
- ダウト〜あるカトリック学校で〜
- ダウン（ダンキンズ、マーフィ）※ソフト版
- TAXi④（セルジュ）
- タクシードライバー ※TBS版
- 007シリーズ
  - 007 ドクター・ノオ（Q）※TBS版
  - 007 ロシアより愛をこめて（ローダ、ホテルのフロント係）※TBS新録版
  - 007は二度死ぬ（クリス）※TBS版
  - 女王陛下の007（グンボルト）※TBS版
  - 007 死ぬのは奴らだ（エディ）※TBS旧録版
  - 007 ムーンレイカー（ドラックスの技術者2）※TBS版
  - 007 ユア・アイズ・オンリー（セント・ジョージ号の船長）※TBS版
  - 007 消されたライセンス（シャーキー〈フランク・マクレー〉、モンテロンゴ）※VHS版
  - ネバーセイ・ネバーアゲイン（ミラー）※機内上映版
  - 007/カジノ・ロワイヤル（カジノの受付）※NET版
- ダブルドラゴン（ボー・アボボ、ジョージ・ハミルトン）
- ダブルボーダー（バック・アトウォーター軍曹〈ウィリアム・フォーサイス〉）
- タワーリング・インフェルノ（ティム）※日本テレビ版
- 弾丸を噛め
- ダンス・フィーバー
- ダンテズ・ピーク（レス・ウォーレル）※ソフト版
- チェイス（ファーレル刑事）
- 地下鉄のザジ（シャルル〈アントワーヌ・ロブロ〉）
- チャンス!（ドナルド・ファロン〈イーライ・ウォラック〉）
- チャンピオン鷹（コーチ）
- ツインズ（ボブ・クレイン〈トム・マクライスター〉）※テレビ朝日版
- ツイン・ドラゴン（マー〈ジェームズ・ウォン〉）※ソフト版
- D-TOX（ギージー〈ランス・ハワード〉）※ソフト版
- ディープ・フリーズ（マンソン〈ノーマン・コール〉）
- デイ・アフター 首都水没（マルコム、ブライアント中佐）
- ディパーテッド（デラハント〈マーク・ロルストン〉）
- デスクロウ（ダッチ〈ジョン・エイモス〉）
- デッドフォール（レカン〈ブライオン・ジェームズ〉）※ソフト版
- テニス靴をはいたコンピューター（コングスグッド学長、アンジェロ）
- デビルズ・ゾーン（デビー・クロケット）
- 天使の自立（ルイス、カール・ステル）
- トイ・ソルジャー（ロバート・グールド校長〈デンホルム・エリオット〉）※VHS版
- ドク・ハリウッド（コットン）※ソフト版
- ドッグ・ショウ!（ステファン〈マイケル・マッキーン〉）
- トッツィー（ジェフ・スラッター〈ビル・マーレイ〉）※フジテレビ版
- ドニー・イェン COOL（殺しの仲介人〈ヴィンセント・コク〉）
- ドラキュラ（港湾長）
- ドラキュラ（R・M・レンフィールド〈トム・ウェイツ〉）※テレビ朝日版
- トラブル・バスター（ソーマルク医師〈キャレ・シグルソン〉）
- 砦の29人 ※TBS版
- ドリフト（フスト）
- DRIFT ドリフト（船長〈ルイス・オマール〉）
- ナイルの宝石（ラシド）※テレビ朝日版
- 長くつ下ピッピの冒険物語（ライプ）
- ナポリと女と泥棒たち（オンピーゾ）※テレビ東京版
- ニューヨークUコップ（ダニーボーイ）
- 摩天楼はバラ色に（バーニー・ラティガン〈クリストファー・マーニー〉）※フジテレビ版
- ニューヨーク東8番街の奇跡（ガス）※ソフト版
- ノー・マーシィ/非情の愛（サンディ巡査部長〈チャールズ・S・ダットン〉）
- ハード・ターゲット（職場代表、フラック）※フジテレビ版
- ハード・トゥ・キル（ハランド警部〈アンドリュー・ブロック〉）※ソフト版
- バーニーズ あぶない!?ウィークエンド（ヴィト）
- ハーレム・ナイト（ロメロ、ホーガン）※ソフト版
- バイオレンス・コップ 復讐計画（チャン社長）
- 背信の日々（アル・サンダース）
- パイレーツ・オブ・カリビアン/デッドマンズ・チェスト（マッカス）
- パイレーツ・オブ・カリビアン/ワールド・エンド（ビジャヌエバ海賊長、マッカス）
- バス停留所（エリオット〈ハンス・コンリード〉）※テレビ東京版
- バック・トゥ・ザ・フューチャー（マッチ〈ビリー・ゼイン〉）※フジテレビ版
- バックドラフト ※フジテレビ版
- 初体験/リッジモント・ハイ（デニス・テイラー、ピザ配達人〈テイラー・ネグロン〉）
- バッド・ガールズ ※テレビ朝日版
- バットマン（ボブ〈トレイシー・ウォルター〉）※テレビ朝日版
- バットマン リターンズ（オルガン師〈ヴィンセント・スキャヴェリ〉）※テレビ朝日版
- 波止場（ムース）※テレビ朝日版
- バトルガンM‐16（ニック・フランコ〈ピーター・シェレイコ〉）
- バトルランナー（ウィリアム・ラウリン〈ヤフェット・コットー〉）※ソフト版
- バニシング・レッド（ジミー・シューシャイン〈マイケル・ポール・チャン〉）※テレビ朝日版
- パニック・イン・スタジアム（ロン）※日本テレビ版
- パノラマン/時空少年旅行（コー〈ボー・スヴェンソン〉）
- パラダイスの天使たち（エド・ドーソン〈ジョン・アシュトン〉）
- パララックス・ビュー（レッド保安官補〈アール・ハインドマン〉）
- ハリーとヘンダスン一家（マンシーニ〈ビル・オンティヴェロス〉）※TBS版
- ハワード・ザ・ダック/暗黒魔王の陰謀（ラリー〈デヴィッド・ペイマー〉）※フジテレビ版
- ヒート（ケルソ〈トム・ヌーナン〉、ウェイングロー）※ソフト版
- ビッグ・ガン（フランコ、ルカ）※テレビ朝日版
- ビッグ・ボス（バグズ・モラン、ピート〈マーティン・コーヴ〉）
- ビッグ・リボウスキ（マリブ警察署長〈レオン・ラッサム〉）※新ソフト版
- 陽のあたる街角（首相）
- ビバリーヒルズ・コップ3（スネーク〈ルイス・ロンバルディ〉、ロンディ〈フォリー・スミス〉）※ソフト版
- 百一夜（フィルマン〈アンリ・ガルサン〉）
- 評決のとき（ティム〈ジョン・ディール〉、ノーマン・ラインフェルド弁護士）※ソフト版
- ピラニア（父親）
- ピラミッド（ユセフ）
- 昼下りの決斗（シルヴァス・ハモンド〈L・Q・ジョーンズ〉、アブナー・サンプソン）
- ビルとテッドの地獄旅行（ジェームズ〈ロイ・ブロックスミス〉）※テレビ東京版
- ピンク・キャデラック
- ピンク・パンサー4（ヴィック・ヴァンクーヴァー、エルキュール・ポアロ）
- フールズ・ゴールド/史上最大の金塊強奪事件（バーニー〈スティーブン・フロスト〉）※VHS版
- ファイナル・カウントダウン（クルマン兵長）※フジテレビ版
- ファイヤーフォックス（ソ連軍将校 他）※テレビ朝日版
- フェリーニのアマルコルド（チッチオ・マルコーニ）
- 不思議の国のアリス（チェシャ猫〈ロイ・キニア〉）
- フライングハイ（ジャック〈ハワード・ホニッグ〉、僧、男2、ヤクザ2、大尉、レフリー、ムーニー、記者）
- ブラック・ウィドー（ベン〈デニス・ホッパー〉）
- ブラック・ドッグ（レッド〈ミート・ローフ〉）※ソフト版
- フラッシュフラッド
- フラッド（マイク〈ランディ・クエイド〉）※ソフト版
- フランティック（ラスタファリアン〈トーマス・M・ポラード〉）※ソフト版
- フリージャック（イーグル・マン〈フランキー・フェイソン〉）
- ブルーサンダー ※テレビ朝日版
- ブルージーン・コップ（マイヤーソン）※VHS版
- フル・コンタクト（ホン）
- ブルドッグ（チュウ司令官〈レオ・ガンボア〉）
- ブルベイカー（ピンキー〈ジェームズ・キーン〉）
- ブレインストーム（ロバート・ジェンキンズ）
- プレシディオの男たち（ハワード・バックリー〈ドン・カルファ〉）※ソフト版
- ブロークン・アロー（サム・ローズ〈ヴォンディ・カーティス＝ホール〉）※ソフト版
- ブロードウェイのダニー・ローズ（ジョー・フランクリン、金をちぎる男〈マイケル・バダルコ〉）
- プロジェクト・イーグル（バート大佐）※ソフト版
- プロジェクトS（フォン〈トン・ピョウ〉）
- プロテクター（本部長〈ローナン・オケイシー〉[47]）※ソフト版
- プロフェッツ・ゲーム 殺人予告（ウォルター〈ジョー・ペニー〉）
- ブロンコ・ビリー
- ページマスター（アドベンチャー〈パトリック・スチュワート〉）
- ベルリンの熱い壁（コリン・ウィルソン〈サイモン・カンデル〉）
- 冒険王（編集長〈ロー・カーイン〉）
- 冒険活劇 上海エクスプレス（保安隊長〈エリック・ツァン〉、ウォン〈ジミー・ウォング〉、上海警察署長〈チョウ・ダーワー〉）
- ボディ・ダブル
- ホワイト・バッファロー（トム・カスター将軍〈エド・ローター〉）
- ホワイトファング2/伝説の白い牙（ロイド・ハルヴァーソン〈マシュー・カウルズ〉）※ソフト版
- 香港発活劇エクスプレス 大福星（ミナミ）
- マーベル・シネマティック・ユニバース（スタン・リー）
  - アベンジャーズ（インタビューを受ける人）
  - マイティ・ソー/ダーク・ワールド（精神病棟の患者）
  - キャプテン・アメリカ/ウィンター・ソルジャー（博物館の職員）
  - ガーディアンズ・オブ・ギャラクシー（老人）
  - エージェント・オブ・シールド #13（紳士）
- マイ・ラブ（サム〈サム・ルトローヌ〉）
- マスター・アンド・コマンダー（デイヴィーズ〈パトリック・ギャラガー〉）
- マチネー/土曜の午後はキッスで始まる（スペクター社長〈ジェシー・ホワイト〉）
- マッカーサー（フランクリン・ルーズベルト大統領〈ダン・オハーリー〉）※ソフト版
- マッチスティック・メン（シェーファー氏〈スティーヴ・イースティン〉）
- マッドストーン（ウシミツ〈ビンディ・ウィリアムズ〉）
- マネー・ピット（ラナ〈レスリー・ウェスト〉）※TBS版
- 魔法の森のおしゃべりクマさん/スリー・ベアーズ&リトル・レディ（ブルーノ〈エドワード・アズナー〉）
- 真夜中のカーボーイ（マネージャー、バーテン、牧師 他）※TBS版
- マリー・アントワネットの首飾り（ベメール〈ポール・ブルック〉）
- マローン/黒い標的（ホーキンス〈ケネス・マクミラン〉）
- マンハッタン無宿（プッシー）※日本テレビ版
- ミシシッピー・バーニング（フランク・ベイリー〈マイケル・ルーカー〉、ユーロジスト〈フランキー・フェイソン〉）※ソフト版
- ミスターフロスト（アンジェロ〈ヴィンセント・スキャヴェリ〉）
- ミスター・ノーボディ（エース）※テレビ朝日版
- 密殺集団（ローレンス・モンク〈ドン・カルファ〉）
- ミッドナイトクロス（フレディ・コルソ、病院の刑事）※TBS版
- ミッドナイト・ラン（ジョーイ〈ロバート・ミランダ〉）※テレビ朝日版
- 未来世紀ブラジル（ジャフィ医師〈ジム・ブロードベント〉）
- みんなのうた（ジェリー・パルター〈マイケル・マッキーン〉）
- ムースポート（バート〈リップ・トーン〉、ロドリゲス）※機内上映版
- ムーンライト・マイル（マルケイヒー〈ダブニー・コールマン〉）
- むく犬ディグビー（フランク将軍）
- ムッシュ・カステラの恋（アントワーヌ）
- メガ・シャークVSクロコザウルス（カルヴィン提督〈ロバート・ピカード〉）
- メギド（ダニエル・アレクサンダー〈デヴィッド・ヘディソン〉、中国首相〈マイケル・ポール・チャン〉）
- メジャーリーグ（アーサー・ハロウェイ）※ソフト版
- メル・ブルックス/逆転人生（ドッド〈ジョン・ウェルシュ〉）
- 燃えよデブゴン 豚だカップル拳（モウタクセイ〈チャン・ルン〉）※フジテレビ版
- 燃えよデブゴン10 友情拳（長官）
- 燃えよドラゴン（オハラ）※TBS版
- 野獣戦争 ※日本テレビ版
- 野生の眼/世紀末猟奇地帯
- 闇の標的（ホーガン）
- ヤングガン2（ボブ・オリンジャー〈レオン・リッピー〉）※フジテレビ版
- 幽幻道士3（キンポー）
- 夕陽のギャングたち（ファンの父）※ソフト版
- ユン・ピョウ in ドラ息子カンフー（赤鼻〈チャン・ルン〉）※フジテレビ版
- 溶解人間（スティーヴ・ウェスト〈アレックス・レバー〉）
- 夜の大捜査線（シャグバッグ〈ティモシー・スコット〉）※TBS版
- ラスト・アクション・ヒーロー（切り裂き魔リッパー / 本人〈トム・ヌーナン〉）※フジテレビ版
- ラスト・ヒーロー・イン・チャイナ 烈火風雲（チョン〈ナタリス・チャン〉）※VHS版
- ラブ・バッグ（ハーヴァーショウ〈ジョー・フリン〉）
- ランボー/怒りの脱出 ※フジテレビ版
- リーサル・ウェポン（刑事〈ドン・ゴードン〉、メンデス〈エド・オロス〉、エンドウ〈アル・レオン〉）※TBS版
- リコシェ/炎の銃弾（ファリス市会議員）※日本テレビ版
- 流血の絆/野望篇（アルバート〈ジャン・ベンギーギ〉）
- ルーキー（フェリックス〈ポール・ベン＝ヴィクター〉、クルーズ）※TBS版
- ルームメイト（バーテンダー）※ソフト版
- レイダース/失われたアーク《聖櫃》（ドイツ兵）※日本テレビ版
- レッド・ドラゴン/新・怒りの鉄拳（警察署長、先生〈ロー・ウェイ〉）※TBS版
- レマゲン鉄橋（ジェリコ伍長）※テレビ東京旧録版
- ロードハウス/孤独の街（パット・マクガーン）※VHS版
- ロード・レノックスと秘密の城（ロス〈デヴィッド・マーキー〉）
- ロサンゼルス（ジャイヴァー〈スチュアート・K・ロビンソン〉）※日本テレビ版
- ロジャー・ラビット（サンティーノ警部補〈リチャード・ルパルメンティエ〉）
- ロビン・フッド（タック修道士〈マイケル・マクシェーン〉）※ソフト版
- ロボコップ（レオン・ナッシュ〈レイ・ワイズ〉）※VHS版
- ロボコップ2（ダフィ巡査）※20世紀フォックス版
- ロボコップ3（クーンツ〈スティーヴン・ルート〉）※ソフト版
- ロマンシング・ストーン 秘宝の谷 ※テレビ朝日版
- ロング・グッドバイ（デイヴ〈デビッド・キャラダイン〉）
- WWIII ワールド・ウォー3（ユーリ〈マイケル・コンスタンティン〉）
- ワーロック ※テレビ朝日版
- わすれな草（ヒョウ〈エリック・ツァン〉）
- わたしは目撃者（ジジ〈ウーゴ・ファンガレッジ〉）
- 罠の女2（ベンダー〈セス・ジャッフェ〉）
- ワンス・アポン・ア・タイム・イン・チャイナシリーズ
  - ワンス・アポン・ア・タイム・イン・チャイナ/天地黎明（エイ〈ケント・チェン〉）
  - ワンス・アポン・ア・タイム・イン・チャイナ/天地大乱（クン大師〈ホン・ヤンヤン〉）
  - ワンス・アポン・ア・タイム・イン・チャイナIV/天地覇王（ヘンリー将軍）
- ワンス・アポン・ア・タイム・イン・チャイナ外伝/アイアンモンキー（チェン総督〈ジェームズ・ウォン〉）
- ワンダーランド ロード・レノックスと光の騎士（ロス〈デヴィッド・マーキー〉）
- ワンダーランド ロード・レノックス最後の冒険（ロス〈デヴィッド・マーキー〉）

#### ドラマ
- 悪魔の異形 #2（ブラッドレー医師、執事）、#4（墓掘り人〈ジェフリー・ビーヴァーズ〉）
- アメリカン・ヒーロー #8（コルテス）、#26（脱獄犯）
- ERV緊急救命室 #17（キャンベル）
- WITHOUT A TRACE/FBI 失踪者を追え!（ロン）
- ウォリアーズ/インポッシブル・ミッション（リチャード・ガーニー大尉）
- ウルトラマンG（チンピラ）
- L.A.ロー 七人の弁護士（ベニー・ストルウィクス〈ラリー・ドレイク〉）
- X-ファイル（メルビン・フロヒキー〈トム・ブレイドウィッド〉）※ソフト版
- F.B.EYE!! 相棒犬リーと女性捜査官スーの感動!事件簿 #15（マック・エリス）
- 俺がハマーだ! シーズン1 #1（カート・クルーグル）
- 俺たち賞金稼ぎ!!フォール・ガイ シーズン2 #10（パット・バトラム）
- 女刑事キャグニー&レイシー（ロナルド・コールマン内勤巡査部長〈ハーヴェイ・アトキン〉）
- 恐竜家族（エド〈ポンス・マール〉）
- コンバット!（リトルジョン上等兵〈ディック・ピーボディ〉）※ノーカット新吹き替え版
- CSI:3 科学捜査班（レストン〈ウェイド・ウィリアムズ〉）
- CSI:4 科学捜査班（ロリー・アトウォーター保安官〈ザンダー・バークレー〉）
- CSI:10 科学捜査班（ラッセル・ハントリー〈ジョン・M・ジャクソン〉）
- CSI:ニューヨーク（ブルーム〈ロビン・トーマス〉）
- ジェシカおばさんの事件簿
  - 愛犬が犯人なんて（ゲイリー・デイムス弁護士、ベッド）
  - 陪審員はつらいもの
  - 幕間に悲劇は起こる　
  - 人気キャスターの死（リポーター）
  - 死を招く秘め事の記録（若い医者）
  - テニスのスター天に昇る（ミッチ）
  - 広告とるのも命がけ（警備員イングラム）
  - 連続殺人ハワイの休暇（ホテルボーイ）
- シドニー・シェルダンの明日があるなら（アンソニー・オサッティ〈ジョージ・ディセンゾ〉、コンラッド・モーガン）※テレビ東京版
- シャーロック・ホームズの冒険 ボヘミアの醜聞（牧師）
- 処刑調書（ジョー・ドミンゲス〈チーチ・マリン〉）※VHS版
- 私立探偵マグナム シーズン1 #5（ドービー）
- 新・刑事コロンボ マリブビーチ殺人事件（ケーブルの作業員）
- 新スタートレック（イラナック〈アラン・アルトシェルド〉）
- シンデレラマン（エレガンス・カン〈イ・ビョンジュン〉）
- スーパーナチュラル7 #15
- スターゲイト SG-1（マーティン・ロイド〈ウィリー・ガーソン〉、サイモン・クームス〈ジョン・ビリングズリー〉）
- スパイ大作戦 核弾頭を奪え（ホテルフロント）※追加吹き替え分
- そりゃないぜ!? フレイジャー シーズン1 #19（セールスマン、ヘルムート・ブルーガ博士〈マルコム・マクダウェル〉）
- 第一容疑者7 裁かれるべき者（チャーリー・トーツ）
- 対決スペルバインダー（看守）
- タイムマシーンにお願い（ディクソン保安官）
- 地上最強の美女たち!チャーリーズ・エンジェル シーズン3 #4（ハーモン）、#14（スレイド）
- 超音速攻撃ヘリ エアーウルフ
  - パイロット版（マーク）
  - シーズン2 #9（ジョスキンズ〈アレックス・クービック〉）、#14（ルーカス）、#22（ミゲル）
  - シーズン3 #8（ラースン〈アレックス・クービック〉）、#21（ルディ）
- 超音速ヒーロー ザ・フラッシュ（ヴィクター・ケルソー〈ロバート・オライリー〉）※日本テレビ版
- デスパレートな妻たち #7
- デスパレートな妻たち4 #7（モヘール）
- 特捜刑事マイアミ・バイス（スワン・スワイテク刑事〈マイケル・タルボット〉）
- ドクタークイン 大西部の女医物語（ピート / ピーター・ドイル〈スティーヴン・カルプ〉 他）
- どこかでなにかがミステリー #56（オーナー）
- 特攻野郎Aチーム
  - シーズン1 #5（スネーク）
  - シーズン2 #4（ロベルト）
  - シーズン3 #1（ロッキー）、#6（マット）、 #12（マルコム・ジョーンズ）、#21（タネン）
  - シーズン5 #7（ワトキンス署長）、#9（ラヒーブ）
- PERSON of INTEREST 犯罪予知ユニット #6（ロバート・ケラー〈ブライアン・マレー〉）
- パワーレンジャーシリーズ
  - パワーレンジャー（ティックル・スニーザー、カマキリモンスター、リー師匠）
  - パワーレンジャー・ライトスピード・レスキュー（キャプテン・ウイリアム・ミッチェル、ローカイ、砂漠の賢者の部下）
- バンド・オブ・ブラザース
- ビバリーヒルズ高校白書（ナット・バシキオ〈ジョー・E・タタ〉）
- ヒルストリート・ブルース シーズン2 #2（ヴァージル・ブルックス）
- プッシング・デイジー 〜恋するパイメーカー〜（ドワイト・ディクソン）
- プリズン・ブレイク #20, 21（ニックの父）
- フルハウス（司会者、ブルース・ジョンストン、支配人）
- ブロッサム（デービッド・リージャー〈本人〉）
- BONES6 #6（ショーン・ケリー〈デイブ・フローレック〉）
- 冒険野郎マクガイバー シーズン2 #12（オバダイア・モス）
- ミステリー・ゾーン/星に流された男（ジェームズ・A・コーリー〈ジャック・ウォーデン〉）※音源紛失話新録版
- 名探偵ポワロ ※NHK版
  - 海上の悲劇（スキナー）
  - 誘拐された総理大臣（ダニエルズ中佐の使用人）
- THE MENTALIST メンタリストの捜査ファイル4 #17（グレッグ・バウアー〈ペリー・キング〉）
- ユーリカ シーズン4（ウォーレン・ヒューズ〈ウォーレス・ショーン〉）
- 愉快なシーバー家（レフコフ）
- 世にも不思議なアメージング・ストーリー シーズン1 #15（ダン〈ジェフリー・ルイス〉）
- 来来!キョンシーズ（銭高道士）
- ラバーン&シャーリー シーズン2 #8（トイレにいる男〈フレッド・ウィラード〉）、#13（アーニー）
- 霊怪道士（ピョウ）
- ロボコップ（フレンドリー市長、チャールズ・コフィ）※ソフト版

#### アニメ
- アイス・エイジ2（スタートパパ）
- アンデルセン・ストーリーズ（船長、モグラ）
- おくびょうなカーレッジくん（マーボーナス）
- ガミー・ベアの冒険（グラフィー〈2代目〉）
- ザ・シンプソンズ（バーニー・ガンベル〈初代〉、アープー・ナハサピーマペティロン〈初代〉、サイドショー・メル〈初代〉、ハチ男〈初代〉、カング〈2代目〉 他）※シーズン14まで
  - ザ・シンプソンズ MOVIE
    - （バーニー・ガンベル、アープー・ナハサピーマペティロン）※劇場公開版
    - （バーニー・ガンベル、アープー・ナハサピーマペティロン、サイドショー・メル、ハチ男）※オリジナル版
- スパイダーマン（エレクトロ、デスペラード、警官）※テレビ東京版
- 地上最強のエキスパートチーム G.I.ジョー ザ・ムービー（フリント、サーペンター）
- チップとデールの大作戦（パーシー、モー、密輸業者）※新吹き替え版
- トランスフォーマー ザ・リバース（スカージ[48]、ルックライト[48]）
- 邪悪なコンカルネ（ヘクターコンカルネ、ボスコフ）
- ジャッキー・チェン・アドベンチャー（ウンタバの長）
- バイオハザード:ディジェネレーション（ロン・デイビス）
- バットマン（ナイジェル）
- ビリー&マンディ（ヘクターコンカルネ、グッドバイブス校長〈初代〉、ジャック 他）

### 特撮
- ウルトラマンZOFFY ウルトラの戦士VS大怪獣軍団（極悪宇宙人テンペラー星人の声、宇宙忍者バルタン星人〈2代目〉の声）
- 牙狼-GARO-スペシャル 白夜の魔獣（ホラー・レギュレイスの声）

### CD
- 『キン肉マン 超人大全集（CD）』※セリフのみ
  - 『土俵の英雄（リキシマンのテーマ）』（リキシマン）
  - 『ジャパニーズ・マジック（ザ・ニンジャのテーマ）』（ザ・ニンジャ）
  - 『キケンだキケンだケンダマン（ケンダマンのテーマ）』（ケンダマン）

### ラジオ
- 東京REMIX族（聞き役）

### ボイスオーバー
- ETV特集（NHK総合）
- 6時だ!ETV（NHK総合）
- 地球ドラマチック（NHK総合）
  - 進化の秘密 第2回「私たちの未来」（2005年）
- BBCセレクション（NHK-BS1）
- BS世界のドキュメンタリー（NHK-BS1）

### パチンコ・パチスロ
- CRぱちんこキン肉マン（ウルフマン）
- パチスロキン肉マン（ザ・ニンジャ）

### その他コンテンツ
- 機動戦士ガンダム0079カードビルダー（ランバ・ラル、バレスト・ロジータ）
- StudioGIW ボイスドラマ シリーズ（結界神・想武）ダウンロード販売のボイスドラマ Vol.3 〜盲目の結界神・想武〜
- TVチャンピオン 史上最速への道 早食い世界一決定戦（ウェイン・ノービッツ〈ネイサンズ・社長〉、カイ・ホッフマン〈ドイツ代表〉）
- 知ってほしいペットボトルのこと（ペットン君）